# اگزیستانسیالیسم و اصالت بشر
اگزیستانسیالیسم و اصالت بشر (به فرانسوی: L'existentialisme est un humanisme) نام کتابی از ژان پل سارتر است.

## دیدگاه‌های سارتر

### تقدم وجود بر ماهیت
سارتر در این کتاب مفاهیم فلسفی از دیدگاه اگزیستانسیالیسم را بررسی کرده‌است. وجود انسان طبق اگزیستانسیالیسم سارتر مقدم بر ماهیت او است. انسان پیش از آنکه تعریف آن به وسیلهٔ مفهومی ممکن باشد وجود دارد.

### اهمیت مسئولیت در اگزیستانسیالیسم
بشر بیش از هر چیز در درون‌گرایی خود می‌زید امّا مسئولیت کلّی دارد و انتخاب‌گر است.

### اخلاق و اگزیستانسیالیسم
از نظر سارتر افراد بشر به تنبلی رها نشده‌اند و باید برای مشکلات خود چاره جویی کنند. در اگزیستانسیالیسم درون‌گرایی فرد اهمیت دارد و بشر اخلاق را می‌سازد بشر موجود ساخته و پرداخته شده‌ای نیست بلکه با انتخاب اخلاق خود خویشتن را می‌سازد.

### تفاوت در میان آدمیان
سارتر مطرح می‌کند که آنچه در میان آدمیان تفاوت می‌پذیرد ضرورت در جهان بودن، در جهان کار کردن، در جهان در میان دیگران زیستن و در آن فانی شدن است. اینها هم جنبه عینی دارند و هم ذهنی. از این نظر جنبه عینی دارند که همه جا هستند و در همه جا باز شناخته می‌شوند. از این لحاظ جنبه ذهنی دارند که با بشر زنده‌اند و اگر بشر آن‌ها را زنده ندارد - یعنی در جهان وجود رابطه خود را آزادانه نسبت به آن‌ها تعیین نکند - هیچ نیستند.

## طبیعت بیمناک بشری
طرفداران اگزیستانسیالیسم به طبیعت بیمناک بشری معتقدند. از نظر آن‌ها طبیعت بشری استوار و سربلند نیست.

## اگزیستانسیالیسم و واجب‌الوجود
اگزیستانسیالیسم یک فلسفه الحادی متمرکز بر اثبات بطلان واجب‌الوجود نیست بلکه اگزیستانسیالیست‌ها اعلام می‌کنند که به فرض بودن واجب‌الوجود کار دگرگون نمی‌شود و باید بشر خویشتن را بازیابد و یقین کند که هیچ چیزی نمی‌تواند او را از خود رهایی دهد.
به طور کلی سارت در این کتاب بیان می کند 
 کودکی را در بیابان ها رها کنید تا به میل خود زندگی کند، از روز اول خود را مسئول زندگی خود میداند و برای تهیه غذا و در مورد مبارزه با عوامل طبیعت و نبرد با حیوانات و هزاران مشکلات دیگر در زندگی مسئولیت دست خودش است اما اگر ارزش، لیاقت و یقین داشت که کسی به او کمک میکند شروع به فریاد میکشید و اظهار عجز و ناتوانی میکرد و دیگر خود را مسئول زندگی خود نمیدانست و منتظر بود دیگری به او کمکی بکند. درصورتی که اگر امید او از همه جا قطع شود و بداند که هیچ کس قرار نیست به او یاری برساند، بر مشکلات وی فائق میشود و استقلال خود را بدست می آورد...

## تعقیب هدف‌های برتر و درون‌گرایی
تعقیب هدف‌های برتر یعنی فراتر رفتن بشر از حد خویش و منظور از درون‌گرایی نیز این است که بشر در خود محدود نیست بلکه پیوسته در «جهان بشری» حضور دارد. یعنی در جهان قانون‌گذاری جز بشر نیست و اوست که درباره خود تصمیم می‌گیرد.

## ترجمه این کتاب در ایران
این کتاب به همراه دو مصاحبه با سارتر در کتابی به نام اگزیستانسیالیسم و اصالت بشر توسط مصطفی رحیمی به فارسی ترجمه شده‌است.
به اعتقاد برخی از صاحب نظران  لغت اگزیستانسیالیسم به معنای اصالت بشر نیست. بلکه به معنای اصالت وجود است.